# Trepetljikaši
Trepetljikaši (Ciliophora), koljeno najsloženije građe u praživotinja. Žive kao paraziti ili simbioniti u vodi ili vlažnoj zemlji i kreću se trepetljikama. Sastoje se od dviju jezgri.
Razmnožavaju se nespolno,diobom.
Kod njih postoje dva podrazreda, jednakotrepetljikaši i zavojnotrepetljikaši; Poznati predstavnik je papučica.

## Potkoljena
- Intramacronucleata
- Postciliodesmatophora
- Ciliophora incertae sedis s brojnim rodovima

## Razredi
- Razred Colpodea
- Razred Cyrtophoria
- Razred Gymnostomatea
- Razred Heterotrichea
- Razred Hypotrichea
- Razred Karyorelictea
- Razred Kinetofragminophora
- Razred Litostomatea
- Razred Nassophorea
- Razred Oligohymenophorea
- Razred Oligotrichea
- Razred Phyllopharyngea
- Razred Prostomatea
- Razred Spirotrichea
- Porodica: Reichenowellidae
- Rodovi van svih poznatih razreda i porodica: Benthontophrys, Cadosinopsis, Diaxonella, Discomorpha, Dobeniella, Dragescozoon, Erimophrya, Erniella, Gigantothrix, Gruberella, Hemiurosoma, Nudiamphisiella, Ottowphrya, Pescozoon, Rattulus, Saudithrix